# Abejales
Abejales – miasto w Wenezueli, w stanie Táchira.